# Babaiyya
Bābā'īyya (Tyrkisk: Babaîlik) var en heterodoks shiitisk sufi-orden og -bevægelse fra 1200-tallet, som menes at være opkaldt efter bevægelsens leder Bābā Ilyās. Bābā'īyya-tilhængerne var efterfølgere af wafā'īyya-ordenen.
Der eksisterer ikke særlig mange oplysninger om bābā'īyya-tilhængerne. Men det vides at bevægelsen havde mange tilhængere i Lilleasien. Det vides også at bābā'ī-tilhængerne var iført røde hovedbeklædninger (som de senere qizilbāsh'er), sort tøj og sandaler. Bevægelsen blev spredt fra Kafarsūd-området ved den syriske grænse, hvor Bābā Ilyās' apostel (halife) Bābā Ishāk kom fra. Herfra fortsatte Bābā Ishāk med at prædike for folk både syd for det østlige Taurus, men også i Amasya-området og derefter i alle de mellemliggende og omgivende områder.
Ifølge historikeren Fuad Köprülü havde bābā'īyya-bevægelsen også en tilknytning til Hājī Bektāsh, hvis bror siges at have deltaget i bābā'īyya-oprøret i 1240. Der er også spekulationer om, i hvor høj grad Karāmān-styret i det sydlige Anatolien havde en forbindelse til bābā'īyya-bevægelsen. For ifølge adskillige kilder, var Karāmān-dynastiets fader, Nūr al-Dīn Sūfī en af Bābā Ilyās' tilhængere. Ifølge historikeren Ibn Bībī er det netop derfor, at Nūr al-Dīn fik tilnavnet Sūfī.
På mininum ét sted på bygningerne i Hājī Bektāsh's mausoleum finder man også Suleimān-stjernen (Mühr-ü Süleyman), som var hovedmotivet i Karāmān-dynastiets flag, hvilket godt kan virke bekræftende på en mulig relation mellem Hājī Bektāsh, bābā'īyya-ordenen og Karāmān-dynastiet.
Ledet af Bābā Ilyās og hans apostel Bābā Ishāk, gjorde bābā'īyya-bevægelsen i 1240 oprør mod den seljukiske sultan Kaykhusraw II. Efter et kæmpe slag på Malya-sletten ved Kırşehir, blev oprøret brutalt slået ned og både Bābā Ilyās og Bābā İshak blev efterfølgende henrettet.
I 1277 gjorde Karāmān-dynastiet oprør (Djimrī-oprøret) mod Kaykhusraw III, hvilket ifølge Ahmet Yaşar Ocak oftest anses for at være en fortsættelse af af Bābā'ī-oprøret i 1240.